# Herma Schurinek
Herma Schurinek (ur. 15 lipca 1902, zm. ?) – austriacka lekkoatletka, sprinterka i skoczkini w dal.
Siedmiokrotna mistrzyni Austrii (bieg na 100 metrów – 1925, 1927, 1929 i 1930; bieg na 200 metrów – 1929; skok w dal – 1926 i 1927).
Reprezentantka kraju w meczach międzypaństwowych (zwycięstwa indywidualne i drużynowe).
Rekordzistka Austrii na 100 metrów (do 12,8 w 1927 i 1930), w skoku w dal (5,25 w 1926) i sztafecie 4 × 100 metrów (50,4 w 1928).